# Trashed
Trashed es el segundo disco de Lagwagon en su carrera. Coproducido por Fat Mike y la propia banda, fue distribuido por Fat Wreck Chords y lanzado al mercado el 20 de junio de 1994. Destaca la versión del tema de Van Morrison, "Brown Eyed Girl".

## Listado de canciones
1. "Island Of Shame" – 2:39
2. "Lazy" – 1:48
3. "Know It All" – 2:29
4. "Stokin' The Neighbors" – 3:08
5. "Give It Back" – 2:35
6. "Rust" – 2:58
7. "Goin' South" – 2:00
8. "Dis'chords" – 3:15
9. "Coffee And Cigarettes" – 2:51
10. "Brown Eyed Girl" – 3:22
11. "Whipping Boy" – 2:22
12. "No One" – 2:01
13. "Bye For Now" – 3:47
14. "Back One Out" – 1:30

## Créditos
- Joey Cape - Voz
- Shawn Dewey - Guitarra
- Chris Flippin - Guitarra
- Jesse Buglione - Bajo
- Derrick Plourde - Batería

- Datos: Q946964